# Nguyễn Khắc Khanh
Nguyễn Khắc Khanh là Trung tướng Công an nhân dân Việt Nam. Ông hiện là Phó Trưởng ban, Ban Chỉ đạo 35, Bộ Công an, Thành viên Ban Nghiên cứu chuyên đề giúp việc Bộ trưởng Bộ Công an. Ông nguyên là Ủy viên Đảng ủy Công an Trung ương, Cục trưởng Cục An ninh chính trị nội bộ, Bộ Công an.

## Tiểu sử
Tháng 5 năm 2014, ông là Đại tá, Cục trưởng Cục An ninh Thông tin truyền thông (A87), Tổng cục An ninh 2, Bộ Công an (Việt Nam).
Năm 2015, 2016, ông là Thiếu tướng, Cục trưởng Cục An ninh Thông tin truyền thông (A87), Tổng cục An ninh 2, Bộ Công an (Việt Nam).
Năm 2017, ông là Thiếu tướng, Phó Tổng cục trưởng Tổng cục An ninh, Bộ Công an (Việt Nam).
Năm 2018, Bộ Công an giái thểcác Tổng cục, Cục An ninh chính trị nội bộ và Cục An ninh Văn hoá Thông tin Truyền thông thuộc Tổng cục An ninh sáp nhập thành Cục trưởng An ninh chính trị nội bộ, Bộ Công an. Tháng 8 năm 2018, Nguyễn Khắc Khanh được Bộ trưởng Bộ Công an Tô Lâm bổ nhiệm giữ chức Cục trưởng Cục trưởng Cục An ninh chính trị nội bộ, Bộ Công an Việt Nam.
Năm 2019, ông được Chủ tịch nước phong quân hàm Trung tướng.
Ngày 28 tháng 5 năm 2020, ông được trao quyết định của Bộ trưởng Bộ Công an Việt Nam Tô Lâm cho thôi giữ chức vụ Cục trưởng Cục An ninh chính trị nội bộ và đến nhận công tác tại Ban nghiên cứu chuyên đề giúp việc Bộ trưởng Bộ Công an kể từ ngày 1 tháng 6 năm 2020. Kế nhiệm ông là Phó Cục trưởng, Thiếu tướng Đặng Ngọc Tuyến.